# John Shuster
Pour les articles homonymes, voir Shuster.
John Shuster (né le 3 novembre 1982 à Chisholm dans le Minnesota) est un curleur américain.

## Jeux olympiques
- Jeux olympiques d'hiver de 2006 à Turin ( Italie) :
  -  Médaille de bronze en Curling.

- Jeux olympiques d'hiver de 2018  ( Corée du Sud) :
  -  Médaille d'or en Curling.